# Richard Barbeyron
Richard Barbeyron (Bordeaux, 3 juli 1948) is een voormalig Frans diplomaat. Hij was van 2007 tot 2010 ambassadeur in Suriname.

## Biografie
Barbeyron studeerde van 1967 tot 1972 aan de universiteit van Bordeaux en slaagde hier met Master of Business Administration. Vervolgens maakte hij een carrière in diplomatieke dienst en werd uitgezonden naar Australië, de Verenigde Staten, Haïti, Brazilië, Venezuela en Peru. Hij was consul-generaal in Rio de Janeiro en Chicago. In oktober 2007 werd hij benoemd tot ambassadeur in Paramaribo, voor Suriname en Guyana. Hier diende hij tot november 2010.
In 2010 ging hij met vervroeg pensioen bij het ministerie van Buitenlandse Zaken. Aansluitend vestigde hij zich in Brazilië en richtte hij met zijn vrouw Portance International op, een adviesorganisatie voor bedrijven die zich willen vestigen in Brazilië. Hiervan was hij voorzitter van 2011 tot 2021. Daarnaast was hij raadsman voor de Frans-Braziliaanse Kamer van Koophandel en vicevoorzitter van Solidarity France-Brazil. Van januari 2019 tot  november 2021 was hij vicevoorzitter van Alliance Solidaire des Français de l'Etranger en sinds januari 2021 is hij hulprechter van het Cour nationale du droit d'asile.
In Suriname werd hij voor zijn vertrek onderscheiden in de Ere-Orde van de Palm. Door zijn eigen land werd hij benoemd tot ridder in het Legioen van Eer. Rio de Janeiro riep hem uit tot ereburger van de stad.